# Vem pra Cá
Vem pra Cá foi um programa de televisão do tipo revista eletrônica, produzido e exibido pelo SBT entre 22 de março de 2021 e 28 de janeiro de 2022, sendo apresentado por Patrícia Abravanel e Gabriel Cartolano.

## Antecedentes
No início de 2021, foi informado que o SBT estava preparando um programa de variedade para suas manhãs com intenção de atrair novos anunciantes para o canal. Entre muitos boatos, com o lançamento do novo programa, estava decretado o fim do Bom Dia & Companhia, mas não passava de rumores, já que o Bom Dia & Companhia estava consolidado em audiência há décadas. Inicialmente, o programa seria apresentado por Chris Flores, mas devido a outros compromissos com a própria emissora (Fábrica de Casamentos e Fofocalizando), o programa ficaria sendo apresentado por Ticiana Villas Boas e Ivan Moré. Ticiana passou três anos longe da TV desde o vazamento da delação premiada de Joesley Batista, seu marido, em 2017.
O programa piloto foi gravado e ficou na espera da aprovação de Silvio Santos. Dias depois, foi aprovado para estrear em março do mesmo ano. Porém, os apresentadores foram descartados pelo dono da emissora e passou o comando para Patrícia Abravanel, sua filha, e Gabriel Cartolano, apresentador e comentarista do Fofocalizando.

## História
O título Vem pra Cá se sobressaiu entre as opções por se tratar de um dos bordões mais conhecidos do público brasileiro, sendo fruto de Silvio Santos. 
Estreou em 22 de março de 2021, ocupando inicialmente a faixa das 09h30 ás 11h, até então destinada ao Primeiro Impacto e Bom Dia & Companhia. Nessa fase, apresentava quadros sobre culinária, moda, saúde, jardinagem e o giro do jornalismo. Também exibia um quadro em homenagem aos 40 anos do SBT, que acontece em agosto com trechos da programas e novelas que marcaram o canal. No dia 25 de março, por conta da baixa audiência nos três primeiros dias, o programa passou a ser exibido das 09h00 ás 10h30.
No dia 21 de abril, entrou na plataforma da emissora, SBT Vídeos. Em 28 de abril, após amargar algumas derrotas para a TV Cultura na faixa matinal, o programa passou a ser exibido de 13h50 ás 15h20, com a exibição para as praças com programação local de 14h20 ás 15h20. Com a mudança de horário, o programa passou a abordar pautas mais sensíveis como a solução de problemas familiares, além da disputa entre noras e sogras, tendo também uma lavagem de roupa suja. Também teve a estreia do quadro Eu Não Sou Patricinha, onde Patrícia Abravanel topa vários desafios como passar o dia numa fazenda e sobrevoar a cidade de São Paulo, além de apresentar quadros voltados ao público infantil.
Em 7 de maio, voltou a mudar de horário novamente devido as constantes derrotas para a TV Cultura, retornando para a faixa das 9h30 ás 11h00. O formato continuou sendo o mesmo da fase vespertina. Em 18 de maio, o programa mudaria uma vez de horário retornando para a faixa vespertina de 13h50 ás 15h20, com a exibição em rede nacional das 14h20 ás 15h20. A mudança até então iria valer no dia 25, quando a atração ganha um novo cenário, passando a ter uma tenda própria. Porém, o projeto foi descartado em seguida devido ao crescimento do programa na faixa matinal.
Em 20 de maio, uma operadora de produção do programa recebeu teste positivo da COVID-19, o que levou o SBT a exibir uma edição pré-gravada no dia 21, tendo apenas o giro de notícias exibido ao vivo. Tal fato levou a emissora a suspender temporariamente as produções do programa, passando a exibir algumas edições gravadas. Em 25 de maio, o programa voltou a ser exibido ao vivo em um novo cenário e uma nova tenda, já que a anterior seria usada para as gravações da sétima temporada do Bake Off Brasil: Mão na Massa.
No dia 21 de junho, o programa voltou a mudar de horário, agora passando a ser exibido de 14h20 ás 15h20, sendo reduzido a apenas 60 minutos de duração, voltando para a faixa matinal no dia 23 devido aos baixos índices de audiência, retornando para o horário de 9h30 ás 11h. As duas edições exibidas na faixa vespertina, inclusive, foram ao ar totalmente gravadas.
Em 6 de julho, a equipe do programa tentou promover um reencontro entre Maria Verônica, a famosa Grávida de Taubaté, e a apresentadora do Fofocalizando, Chris Flores. No entanto, a produção do programa foi agredida por um homem que foi apontado como o marido de Maria Verônica, com as cenas do incidente sendo levadas ao ar, com imagens de um ferimento na mão da repórter Ariany Rollim. Após a exibição da gravação, o encontro não aconteceu e Chris Flores e a psicanalista Dra. Valéria Amodio abordaram a questão da falsa gravidez no palco, junto com Patrícia e Cartolano.
No dia 22 de dezembro, foi apresentada uma reformulação na programação do SBT, que seria lançada no dia 10 de janeiro de 2022. Entre as mudanças, constava o Vem pra Cá em novo horário, voltando para a faixa vespertina, mas com duração reduzida, sendo exibido de 16h30 ás 17h00 e tendo apenas a apresentação de Cartolano, já que Patrícia passaria a se dedicar exclusivamente ao Programa Silvio Santos e o Roda a Roda. A mudança seria provisória e marcaria o fim da atração, já que cumpriria os últimos contratos de merchandising. No entanto, no dia 31 de dezembro, logo após a exibição do especial de ano novo, Silvio Santos anunciou o fim definitivo do programa, com a última edição inédita indo ao ar no dia 7 de janeiro, mas com as mudanças anunciadas inicialmente mantidas, já que seriam exibidos apenas os melhores momentos.
No dia 28 de janeiro de 2022, a atração foi cancelada de vez pela emissora. O programa já havia sido cancelado em 07 de janeiro, ficando com reprises entre os dias 10 e 28 de janeiro para apenas cumprimento de contratos publicitários que foram firmados com antecedência. O espaço do programa foi ocupado pelo Fofocalizando, que voltou a ganhar tempo na grade.
Em 7 de março de 2023, menos de 1 ano e 2 meses após o fim do programa, foi circulado na mídia um possível retorno do programa a grade, visando aumentar o faturamento do SBT por conta do bom retorno comercial em sua primeira fase. Porém, não houve nenhuma confirmação do retorno da atração e a emissora permaneceu sem um programa de variedades na grade até a criação do Chega Mais em março de 2024.  
Em 14 de outubro de 2024, o SBT anunciou o relançamento do programa, que havia sido marcado janeiro de 2025, substituindo o Chega Mais. Além disso, Ana Furtado seria a apresentadora do programa com a ida de Boninho ao canal. Porém, o diretor de televisão não fechou algum tipo de contrato fixo com o SBT, ficando responsável apenas pela produção e direção da 13.ª temporada do The Voice Brasil, assim como o projeto acabou novamente sendo descartado com as novas mudanças na programação.

## Quadros
- Desarmônicas
- Eu Não Sou Patricinha
- Giro de Notícias
- Giro dos Famosos
- Doutor Bactéria
- Culinária
- Jardinagem
- Me Salva
- Meu Vestido dos Sonhos
- Moda com Mona
- Peça de Família
- Quadro de Família
- Transformação de Cabelo
- Pá Pum com Gabi Cabrini

## Equipe

#### Apresentação
- Patrícia Abravanel
- Gabriel Cartolano

#### Colunistas
- Beca Milano (Culinária) (2021-2022)
- Carlos Bertolazzi (Culinária) (2021-2022)
- Gabriela Cabrini (Quadro: Giro dos Famosos) (2021-2022)
- Darlisson Dutra (Quadro: Giro de Notícias) (2021-2022)
- Monalysa Alcântara (Quadro: Moda com Mona) (2021-2022)
- Mônica Salgado (Quadro: Desarmônicas) (2021-2022)
- Randall Fidencio (Jardinagem) (2021-2022)

#### Repórteres
- Marcela Munhoz (2021-2022)
- Ariany Rollim (2021-2022)
- Gabriela Cabrini (Quadro: Pá Pum com Gaby Cabrini) (2021-2022)

#### Assistente de palco
- Liminha[27]

#### Ex-integrantes
- Lívia Raick (2021)

## Recepção

### Audiência
Na estreia, o programa chegou aos 3,5 pontos, ficando em terceiro lugar, contra 5,3 da RecordTV que exibia a última parte do Fala Brasil e o Hoje em Dia e 8 da TV Globo que exibia o Mais Você e a primeira parte do Encontro com Fátima Bernardes. No segundo dia, os índices caíram para 2,9 pontos, e no terceiro para 2,5 pontos, chegando até a ser ameaçado pela TV Cultura. Com a mudança de horário, sendo exibido 30 minutos mais cedo, o programa consolidou 3,3 pontos. Em 8 de abril, aumentou para 3,6 pontos, sendo esse o melhor desempenho desde a estreia, chegando a ficar na vice-liderança por alguns minutos. No dia 22 de abril, no primeiro mês no ar, o Vem pra Cá consolidou com 3,7 pontos de média, entre 09h e 10h30. O pico foi de 4,1, mostrando uma pequena variação ao longo de toda a sua duração. Tal resultado deixou o SBT em terceiro lugar. Em 3 de maio, amargou sua pior audiência desde a estreia com 1,9 pontos, ficando em quarto lugar isolado por quase toda a sua exibição, sendo superada pela TV Cultura que registrou 2,1 pontos com a exibição de séries infantis. Em alguns momentos, chegou a ficar em quinto lugar. Em 11 de maio, bateu novamente o seu recorde com 3,7 pontos, mas agora assumindo a vice-liderança isolada durante toda a sua exibição, ganhando do Fala Brasil e do início do Hoje em Dia. Em 17 de maio, registrou 3,8 pontos chegando a picos de 4,7 pontos, encostando na RecordTV. Em 21 de maio, chegou a 3,9 pontos, ficando novamente na vice-liderança isolada por toda a sua exibição. Em 28 de junho, com a cobertura da morte de Lázaro Barbosa, o programa atinge sua maior média desde a estreia com 4,5 pontos, o programa ficou em terceiro lugar.
No dia 29 de julho, sem a Patrícia Abravanel, o Vem pra Cá teve um expressivo crescimento e conseguiu sua segunda melhor audiência da história: a revista eletrônica do SBT marcou média de 4,0 pontos, índice inferior apenas aos 4,5 pontos registrados no dia 28 de junho. Apesar disso, o programa comandado por Gabriel Cartolano não conseguiu vencer a RecordTV, que teve 4,8 com o Hoje em Dia e o Fala Brasil.
Já no dia 4 de agosto, o Vem pra Cá marcou média de 3,9 pontos e teve picos de 4,8. Foi a segunda melhor quarta-feira da história do programa, atrás apenas dos 4,0 registrados em 28 de julho, dia que também teve a segunda edição mais vista desde a estreia. Naquela ocasião, porém, a dupla ficou em terceiro lugar. Dessa vez, Gabriel Cartolano e Patrícia Abravanel triunfaram diante da RecordTV, que marcou média de 3,1 no confronto com a atração do SBT. O programa venceu o Fala Brasil por 4,2 a 3,2 pontos e também bateu o Hoje em Dia por 3,8 a 3,1.

## Repercussão
Grande parte do público, ao acompanhar a estreia do programa, notou uma grande semelhança com o Encontro com Fátima Bernardes, principalmente pelo cenário ter os mesmos tons de cores da concorrente, além de algumas pautas fracas para a faixa em que é exibida, já acostumada com jornalismo. Além disso, Patrícia Abravanel também é avaliada negativamente pelos telespectadores e por críticos de TV, principalmente por querer falar mais que seus convidados e pela falta de espaço ao parceiro Gabriel Cartolano na hora das opiniões, fora indiretas a produção.

### Fala homofóbica de Patrícia Abravanel
Na edição do dia 1.° de junho de 2021, a apresentadora Patrícia Abravanel ao comentar a repercussão da polêmica da ex-BBB e apresentadora global Rafa Kalimann e do ator Caio Castro, teria dito que os dois não são preconceituosos e além disso, pediu a compreensão dos conservadores em relação ao movimento LGBTQIA+, chegando a mencionar a sigla do movimento, mas com erros. Após o erro, o produtor Gabriel Cardoso apresentou a pronúncia correta com significados em uma folha de papel escrita com pincel de quadro branco. Logo após a exibição do programa, Patrícia Abravanel se desculpou nas redes sociais, justificando que está buscando aprender, além de dizer que o programa abre espaço para opiniões.
O apresentador e sobrinho de Patrícia, Tiago Abravanel em um comentário no Instagram, lamentou a fala de sua tia e pediu respeito. Outras personalidades como a ex-apresentadora do SBT, Maisa Silva, a apresentadora do Melhor da Tarde (Rede Bandeirantes), Catia Fonseca, e a integrante do Jogo dos Pontinhos (realizado de forma virtual) Mara Maravilha, também comentaram sobre o caso, repudiando o ocorrido.
Dois dias depois da polêmica, a colunista Lívia Raick deixa a equipe do programa, sob justificativa de que o produto (Vem pra Cá) se consolidou, transferindo a mesma para a equipe do SBT Brasil, sendo substituída por Marcela Munhoz. No entanto, sua saída se deu após compartilhar o vídeo de Tiago pedindo respeito e em seguida fez duras declarações contra a fala de Patrícia. O assunto gerou conflitos nos bastidores, já que Patrícia teria deixado claro que é autoridade máxima do programa. A saída de Lívia fez com que muitos colaboradores do programa apagassem as postagens apoiando a fala de Tiago Abravanel.